# Gruner + Jahr
Gruner + Jahr ist ein deutsches Medienunternehmen mit Sitz in Hamburg. Es wurde 1965 von Richard Gruner, John Jahr und Gerd Bucerius gegründet. Gruner + Jahr wurde 2021 eine Tochtergesellschaft von RTL Deutschland und somit Teil der börsennotierten RTL Group, an der Bertelsmann die Mehrheit hält. Die Übernahme wurde im Jahr 2023 abgeschlossen. Später wurden unter dem Dach von Gruner + Jahr einige Magazine weitergeführt, bei denen nur geringe Synergieeffekte mit RTL Deutschland bestehen.
Das Unternehmen wird heute von Ingrid Heisserer, Bernd Hellermann und Carina Laudage geführt. Zu den bekanntesten Marken zählen beispielsweise Brigitte und Chefkoch. Auch Die Zeit erschien ursprünglich bei Gruner + Jahr. Das Unternehmen hatte eine Beteiligung am Spiegel-Verlag, die heute wieder direkt von Bertelsmann gehalten wird.

## Geschichte

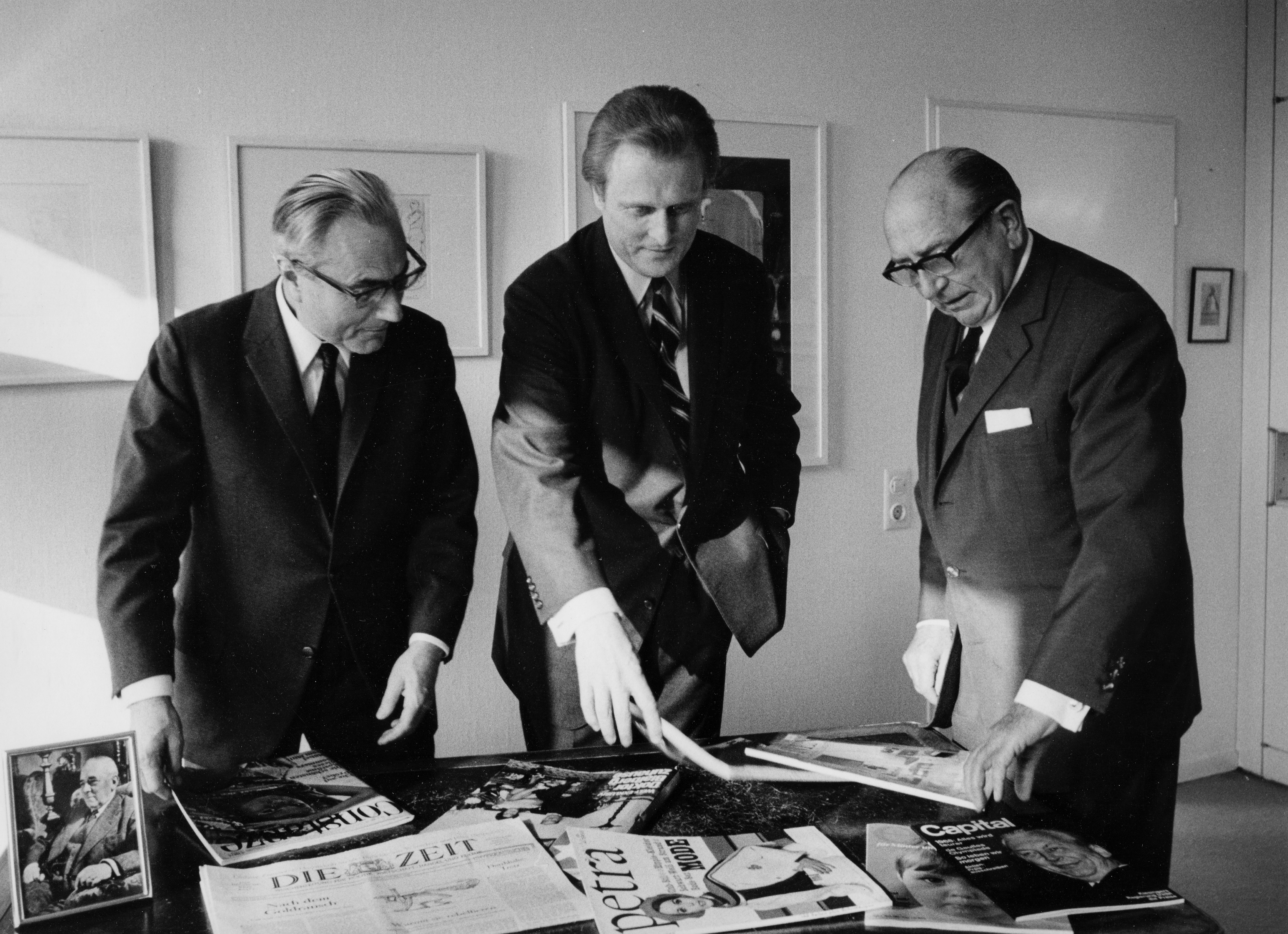
V. l. n. r.: Gerd Bucerius, Richard Gruner und John Jahr (1968)

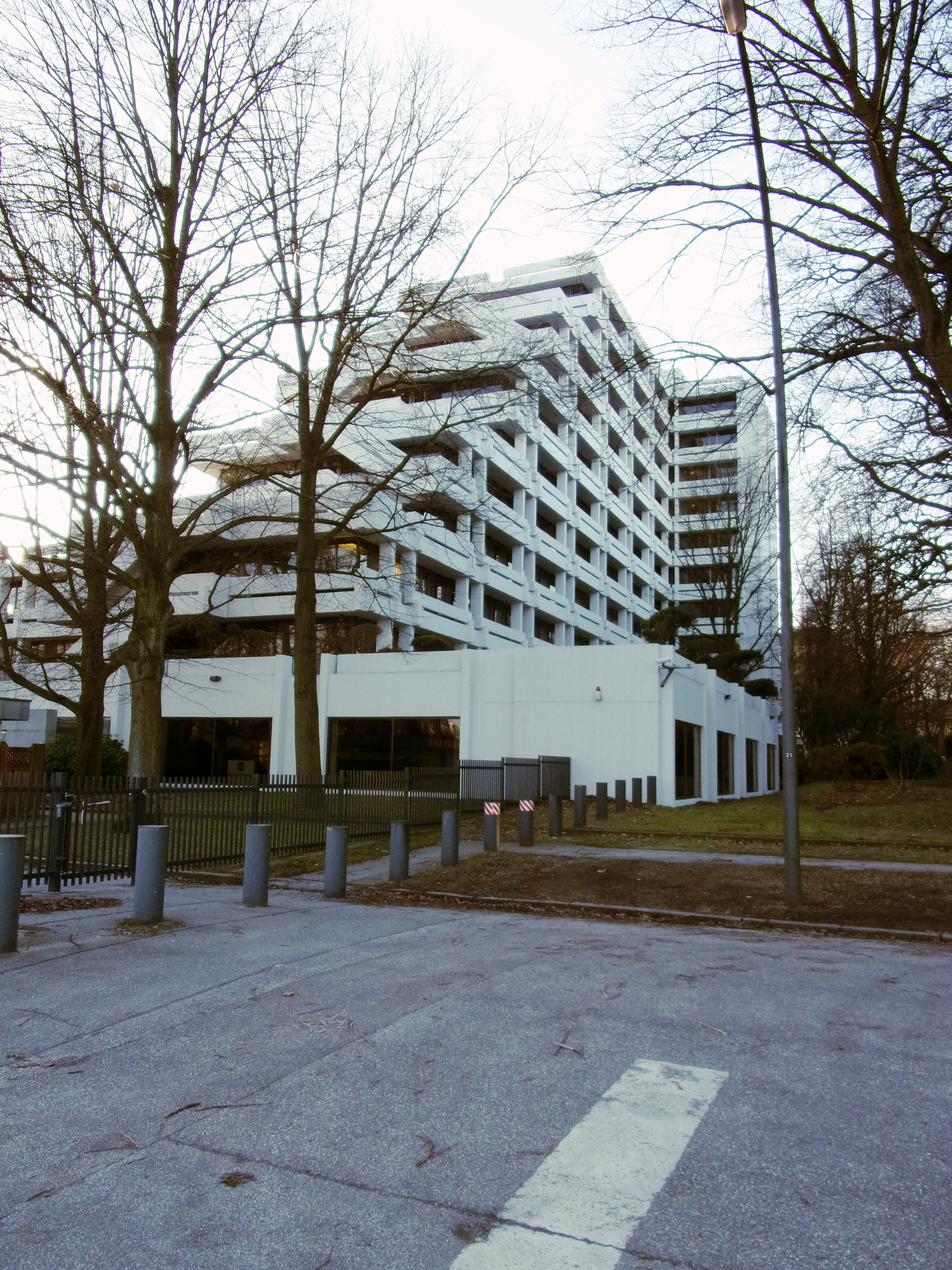
Altes Gruner + Jahr-Gebäude zwischen 1975 und 1990 am Alsterufer (2019)

### Gründung als Druck- und Verlagshaus
Gruner + Jahr wurde 1965 von Richard Gruner, John Jahr und Gerd Bucerius gegründet. Bucerius und Jahr verlegten Zeitschriften, Gruner betrieb eine Druckerei. Schon vor 1965 ließen Bucerius und Jahr einige ihrer Publikationen bei Gruner drucken. Grund für den Zusammenschluss der drei Unternehmer waren positive Skaleneffekte, etwa beim Einkauf von Papier für die Druckereien oder dem Vertrieb von Zeitschriften über Lesezirkel. Die Fusion wurde vor allem von Gerd Bucerius vorangetrieben. Den Grundstock des gemeinsamen Geschäfts von Gruner + Jahr bildeten die von den Gesellschaftern eingebrachten Zeitschriften. Zu den wichtigsten Titeln zählten unter anderem Brigitte, Capital, Stern und Schöner Wohnen. Sie erreichten 1965 zusammen bereits eine Millionenauflage. Das Unternehmen Gruner + Jahr wurde als haftungsbeschränkte Kommanditgesellschaft gegründet. Gruner besaß 39,5 %, Jahr 32,3 % und Bucerius 28,2 % der Anteile. Bis 1968 wuchs der Umsatz auf über 400 Millionen Deutsche Mark. Gruner + Jahr war damit zu dieser Zeit das zweitgrößte deutsche Presseunternehmen nach Axel Springer.

### Rückzug der Unternehmensgründer
1969 stieg Richard Gruner wieder aus dem Unternehmen aus. Differenzen über die politische und strategische Ausrichtung des Hauses hatten dazu geführt. Gruner gab seine Anteile an die Mitgesellschafter Bucerius und Jahr ab, die für kurze Zeit jeweils 50 % besaßen. Beide verkauften anschließend 25 % von Gruner + Jahr an Bertelsmann. Der Betriebsrat kritisierte diesen Schritt aufgrund der Kapitalverflechtung mit dem Haus Springer, an dem Bertelsmann damals ebenfalls beteiligt war. 1970 wechselten Bucerius und Jahr in den neu geschaffenen Verwaltungsrat, die Leitung wurde einer fünfköpfigen Geschäftsführung übertragen. Um die Unabhängigkeit der Geschäftsführung zu stärken, wandelte man die Komplementärin (persönlich haftende Gesellschafterin) von Gruner + Jahr 1971 in eine Aktiengesellschaft um.
Nach dem Rückzug aus dem operativen Geschäft tauschte Bucerius 1973 seine Anteile an Gruner + Jahr gegen ein Aktienpaket von Bertelsmann. Damit stieg der Konzern zum Mehrheitsgesellschafter von Gruner + Jahr auf. Bis 1975 erhöhte Bertelsmann seine Beteiligung auf insgesamt 74,9 %. Mit dem Rückzug von Bucerius wurden die Rechte an der Wochenzeitung Die Zeit auf eine Stiftung übertragen, um ihre wirtschaftliche Unabhängigkeit dauerhaft sicherzustellen.

### Beteiligungen im In- und Ausland
In den 1960er- und 70er-Jahren bestimmte zunächst der Ausbau der Aktivitäten im Heimatmarkt die Geschäfte von Gruner + Jahr. Beispielhaft hierfür ist der Erwerb von Minderheitsbeteiligungen am Spiegel-Verlag und den Vereinigten Motor-Verlagen (heute Motor Presse Stuttgart) im Jahr 1971. Ende der 1970er-Jahre forcierte das Unternehmen dann die Expansion ins Ausland: In Frankreich wurde 1978 die Tochtergesellschaft Participations Edition Presse (heute Prisma Media) gegründet. Im selben Jahr kaufte Gruner + Jahr den spanischen Verlag Cosmos Distribuidora und die US-amerikanische Druckerei Brown Printing. In den 1980er Jahren kamen weitere Beteiligungen und Niederlassungen im Ausland hinzu, zum Beispiel in Großbritannien.

### Umzug in das neue Pressehaus

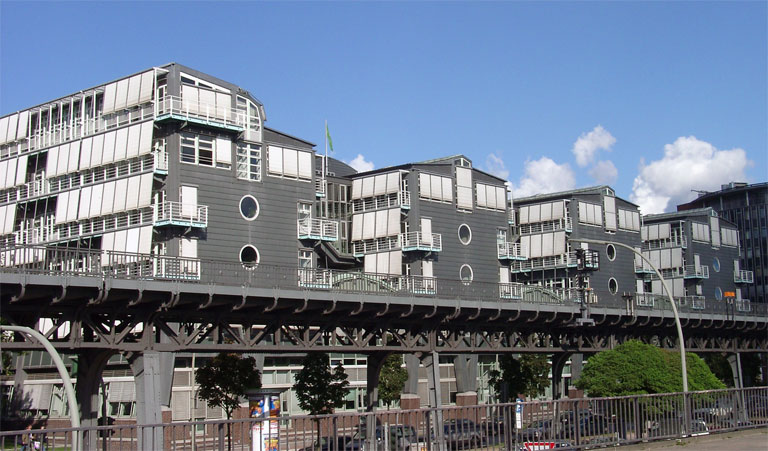
Pressehaus am Baumwall (2004)

Bis Mitte der 1980er-Jahre waren die Mitarbeiter von Gruner + Jahr auf mehrere Gebäude an der Außenalster verteilt. Um die verlagsinterne Zusammenarbeit zu fördern und Platz für zusätzliches Personal zu schaffen, wurde ab 1985 das Pressehaus am Baumwall gebaut. Dort befindet sich bis heute die Zentrale des Unternehmens. Das Grundstück, auf dem das Pressehaus errichtet wurde, liegt zwischen Michaeliskirche und der Speicherstadt. Es war zuvor in Besitz der Stadt und hat eine Grundfläche von 22.000 Quadratmetern. Richtfest war am 26. Mai 1989. Die Bauarbeiten waren 1989 weitgehend beendet, die ersten Mitarbeiter zogen ein Jahr später in das Pressehaus ein. Der Bau kostete insgesamt rund 300 Millionen Deutsche Mark. Zum Zeitpunkt der Inbetriebnahme bot er Platz für 2.000 Mitarbeiter und war damit das größte innerstädtische Bürohaus der Hansestadt. In den folgenden Jahren mietete Gruner + Jahr zahlreiche Flächen in umliegenden Straßen und erweiterte das Areal durch Zukäufe.

### Ostdeutschland und US-Expansion
Nach der Wiedervereinigung Deutschlands 1989/90 wurde Gruner + Jahr in Ostdeutschland aktiv. Zum Beispiel gründete das Unternehmen die Dresdner Morgenpost. Mit der Chemnitzer Morgenpost folgte wenig später eine weitere Tageszeitung. 1991 kaufte Gruner + Jahr das Sächsische Druck- und Verlagshaus, in dem die Sächsische Zeitung erscheint. Außerdem beteiligte sich das Unternehmen am Berliner Verlag: 1990 zunächst mit 50 %, ab 1992 dann zu 100 %. Zu ihm gehören insbesondere die Berliner Zeitung und der Berliner Kurier. International erhielt Gruner + Jahr durch den Erwerb von sieben Zeitschriften der New York Times Company größere Aufmerksamkeit. Das Unternehmen stieg 1994 zu einem führenden US-Verlag auf und erzielte erstmals die Hälfte seiner Umsätze außerhalb Deutschlands.

### Einstieg in das digitale Geschäft
1995 startete Gruner + Jahr mit Websites unter den Domains geo.de, mopo.de, pm-magazin.de, stern.de und tvtoday.de als einer der ersten professionellen Anbieter im World Wide Web. In den folgenden Jahren kam digitalen Geschäftsmodellen eine immer größere Bedeutung zu: 1997 gab das Unternehmen den Startschuss für Fireball, eine Suchmaschine speziell für deutschsprachige Inhalte. Sie wurde in Kooperation mit AltaVista und der Technischen Universität Berlin entwickelt. 1998 folgte mit Paperball eine auf Nachrichten spezialisierte Suchmaschine. Ein E-Mail-Anbieter (Firemail) gehörte ebenfalls zum Portfolio. 2000 brachte Gruner + Jahr Fireball und verwandte Marken in Lycos Europe ein. Im Gegenzug erhielt Gruner + Jahr eine Beteiligung am Unternehmen, dessen Börsengang bevorstand. Gruner + Jahr versprach sich von der Transaktion ein stärkeres Wachstum im Internet. Nach dem Platzen der Dotcom-Blase konzentrierte sich Gruner + Jahr ab Ende 2000 wieder auf inhaltsorientierte Angebote, also vor allem die Websites seiner Medienmarken.

### Titeloffensive und Konsolidierung
Um die Jahrtausendwende stieß Gruner + Jahr mehrere regionale Tageszeitungen ab. 1999 stieg das Unternehmen zunächst bei der kostenlosen Zeitung zum Sonntag aus. Die defizitäre Hamburger Morgenpost wurde 1999 an Hans Barlach und Frank Otto verkauft. Außerdem trennte sich Gruner + Jahr von einigen regionalen Ausgaben der Sächsischen Zeitung. Gleichzeitig gründete das Unternehmen mit der Financial Times Deutschland eine neue bundesweite Wirtschaftszeitung. Dabei handelte es sich um eines der ambitioniertesten Zeitungsprojekte der damaligen Zeit. Im Jahr 2000 kaufte Gruner + Jahr mit Inc. und Fast Company zwei führende Wirtschaftsmagazine für insgesamt circa 550 Millionen Dollar.
2002 verkaufte Gruner + Jahr den Berliner Verlag an die Verlagsgruppe Georg von Holtzbrinck. Aufgrund der Konzentration im Berliner Zeitungsmarkt kommentierten einige Medien die Transaktion kritisch. 2003 gab Gruner + Jahr Teile seines Zeitungsgeschäfts in Osteuropa an die Ringier-Gruppe ab.
Nach dem Verkauf des Berliner Verlags konzentrierte sich Gruner + Jahr wieder auf das Geschäft mit Zeitschriften und Druckereien. Mitte 2003 begann das Unternehmen, diverse neue Zeitschriften zu entwickeln. Unter anderem kamen Neon und Brigitte Woman in Deutschland auf den Markt. Mit dieser Offensive wollte der Vorstand neue Leserkreise erreichen.
Gruner + Jahr expandierte ungeachtet eines immer schwierigeren Marktumfeldes. Das Unternehmen setzte diese Strategie in den folgenden Jahren fort und plante weitere Zukäufe, verordnete sich aber gleichzeitig einen Sparkurs in Deutschland und den Vereinigten Staaten. 2004 gründete Gruner + Jahr mit Arvato und Axel Springer den Druckdienstleister Prinovis. 2005 verkaufte Gruner + Jahr sein gesamtes US-Geschäft an die Meredith Corporation; einen einzelnen Jugendtitel übernahm Condé Nast. Das Unternehmen zog sich damit weitgehend aus dem US-amerikanischen Markt zurück, wo es bis dato der sechstgrößte Zeitschriftenverlag gewesen war.

### Wirtschaftskrise und Auswirkungen
Noch im Jahr 2006 konnte Gruner + Jahr einen Umsatz von 2,86 Milliarden Euro vorweisen. Durch die globale Finanz- und Weltwirtschaftskrise ab 2007 musste Gruner + Jahr mehrere Zeitschriften einstellen. Das Unternehmen war wirtschaftlich gesund und schuldenfrei, kämpfte aber mit rückläufigen Anzeigenerlösen. Ungeachtet dessen brachte Gruner + Jahr neue Zeitschriften auf den Markt. Nach Verlusten im Vorjahr kehrte das Unternehmen 2010 in die Gewinnzone zurück. Vor dem Hintergrund der strategischen Transformation wurde der Vorstand umgebaut, 2013 rückte Julia Jäkel an die Spitze des Gremiums. Während der digitale Geschäftsbereich immer wichtiger wurde, verloren die Druckereien an Bedeutung: Nachdem Prinovis 2013 bereits die Schließung der ehemaligen Gruner-Druckerei in Itzehoe verkündet hatte, trennte sich Gruner + Jahr 2014 von seiner US-Tochter Brown Printing. Dies bedeutete eine „Zäsur“ für das Unternehmen. Mit dem Verkauf wurde das letzte operative Geschäft in den Vereinigten Staaten abgestoßen.

### Erwerb aller Anteile durch Bertelsmann
2014 einigte sich Bertelsmann mit den Erben von John Jahr, deren verbleibende Anteile in Höhe von 25,1 % zu kaufen. Die Übernahme sollte als Bekenntnis zum Journalismus verstanden werden. Bertelsmann stärkte damit sein publizistisches Geschäft, insbesondere durch die etablierten Medienmarken von Gruner + Jahr. Der Vorstand von Gruner + Jahr wurde im Amt bestätigt und die bis 1971 verwendete Rechtsform (GmbH & Co. KG) wieder eingeführt. Anschließend intensivierte Gruner + Jahr die Zusammenarbeit mit anderen Bertelsmann-Unternehmen: 2016 wurde beispielsweise unter dem Dach von Gruner + Jahr die Medienfabrik Gütersloh mit den G+J Corporate Editors zur Agentur Territory fusioniert. Sie ist Marktführer im Bereich der inhaltsgetriebenen Kommunikation. G+J Electronic Media Sales, die Vermarktungsgesellschaft von Gruner + Jahr, gründete mit der RTL-Tochter IP Deutschland und Smartclip die Ad Alliance, unter deren Dach neue Angebote für Werbetreibende und Agenturen entwickelt wurden. Die Ad Alliance erreicht über Mediengrenzen hinweg monatlich mehr als 98 % der deutschen Bevölkerung, mittlerweile ist ihr auch Spiegel Media beigetreten.

### Digitalisierung und Transformation
2016 baute das Unternehmen seine digitalen Angebote aus und entwickelte sich zu einem der wichtigsten Teilnehmer in diesem Vermarktungsbereich. Außerdem brachte Gruner + Jahr in den letzten Jahren mehrere Dutzend neue Zeitschriften auf den Markt. Beispiele hierfür sind Barbara und Stern Crime. Für Titel wie Landlust und Essen & Trinken gründete Gruner + Jahr mit dem Landwirtschaftsverlag Münster das Unternehmen Deutsche Medien-Manufaktur, an dem beide Seiten jeweils zur Hälfte beteiligt sind.
Das Zeitschriftengeschäft in Spanien wurde 2016 an einen Investor veräußert. Außerdem zog sich Gruner + Jahr aus Österreich zurück. In Verbindung mit dem Ausbau der digitalen Aktivitäten und Innovationen im Bereich der klassischen Zeitschriften entwickelte sich das Geschäft von Gruner + Jahr erfolgreich weiter. 2016 war erneut ein sprunghaftes Wachstum im digitalen Bereich zu verzeichnen. In den Kernmärkten Deutschland und Frankreich steigerte sich der Umsatz dieses Bereiches um rund ein Drittel. Das Handelsblatt urteilte daraufhin, nach einer mehrjährigen Durststrecke sei „die Wende bei Gruner + Jahr geschafft“.
Im April 2019 wurde der Native-Advertising-Anbieter Ligatus an den Konkurrenten Outbrain verkauft. Der Kaufpreis betrug ca. 40,1 Mio. US-Dollar und wurde vollständig in Anteilen an Outbrain gezahlt. Gruner + Jahr erhielt in diesem Zuge 8 % der Anteile von Outbrain und einen Sitz im Board of Directors von Outbrain. Im Juni des Jahres gab das Unternehmen den Verkauf der Mehrheitsbeteiligung an der Motor Presse Stuttgart an die Gründerfamilie Pietsch bekannt. Auf diesem Weg wollte sich Gruner + Jahr noch stärker auf seine eigenen Marken konzentrieren. Das unter dem Namen Brands gebündelte Geschäft mit Lizenzen und Merchandising erhielt zuletzt immer mehr Bedeutung. Gruner + Jahr ist nach eigenen Angaben mit über 5.000 Lizenzprodukten Deutschlands größte Lizenzagentur für Medienmarken.
Im Mai 2021 wurde bekannt, dass Gruner + Jahr einen neuen Standort für ein neues Verlagsgebäude in Hamburg sucht.

### Übernahme durch RTL Deutschland
Im August 2021 gab RTL Deutschland den Erwerb von Gruner + Jahr für einen Kaufpreis ohne Schulden in Höhe von 230 Millionen Euro bekannt. Die Zusammenführung beider Unternehmen wurde bis zum Jahresende abgeschlossen. Der Hamburger Standort am Baumwall blieb als Zweitsitz von RTL Deutschland (neben dem Kölner Hauptsitz des fusionierten Medienunternehmens) für die übernommenen Geschäfte von Gruner + Jahr erhalten. Die Beteiligungen am Spiegel-Verlag, an der DDV Mediengruppe, an Territory und an AppLike wanderten unter das Dach von Bertelsmann.
Im Februar 2023 teilte das Management der RTL Group & Bertelsmann mit, insgesamt 23 Zeitschriftentitel von Gruner + Jahr einzustellen oder zu verkaufen. Allein dadurch würden 200 Arbeitsplätze entfallen. Der Abbau von insgesamt etwa 700 Stellen würde weniger den redaktionellen Bereich als vielmehr die Verwaltung betreffen. Schon zuvor war der Name vollständig vom Pressehaus am Baumwall entfernt worden. Nach dem Stellenabbau sollten unter Gruner + Jahr wieder Zeitschriften erscheinen, bei denen Synergieeffekte zu RTL Deutschland fehlten. Eingestellt bzw. verkauft werden sollten alle Medien mit Ausnahme von Stern, Geo, Capital, Stern Crime, Brigitte, Gala, Schöner Wohnen, Häuser, Couch, Geolino, Geolino mini sowie die digitalen Bereiche von Eltern und Chefkoch. Geplant war zunächst auch, das Geschichtsmagazin Geo Epoche einzustellen. Diese Entscheidung wurde nach massiven Protesten von Lesern und Redaktion erneut überprüft und revidiert.
In der Folge wurden im Jahr 2023 mehrere Zeitschriften verkauft, darunter Business Punk an die Weimer Media Group, 11 Freunde an die Spiegel-Gruppe sowie Salon, P.M. und die Beteiligung an der Deutschen Medien-Manufaktur. Keine Käufer konnten für die Zeitschriften art und Beef! gefunden werden. Im August 2023 gab der Konzern bekannt, das Kunstmagazin art bleibe „Teil des Portfolios von Gruner + Jahr“. Für das „Männer-Kochheft“ Beef! sah RTL keine Chancen mehr und stellte es ein.
Im März 2025 verkaufte RTL Deutschland die Marken Brigitte, Gala und Eltern an die Funke Mediengruppe.

## Unternehmensstruktur
Dachgesellschaft des Unternehmens ist die Gruner + Jahr Deutschland GmbH mit Sitz in Hamburg. Es handelt sich um eine Gesellschaft mit beschränkter Haftung (GmbH) nach deutschem Recht, deren Gesellschafter die RTL Deutschland GmbH ist. Damit gehört Gruner + Jahr zum Konsolidierungskreis des Bertelsmann-Konzerns.
Die Zentrale von Gruner + Jahr befindet sich seit Anfang der 1990er Jahre im Pressehaus am Baumwall in Hamburg-Neustadt. 2017 kündigte das Unternehmen den Umzug in die HafenCity an., dort sollte am Lohsepark ein neues Gebäude entstehen. Das Pressehaus am Baumwall wurde an die Stadt verkauft, die es nach einem Umzug von Gruner + Jahr für eigene Zwecke nutzen will. Im Mai 2021 wurde bekannt, dass der Umzug doch nicht stattfinde. Gruner + Jahr suchte seither nach einem neuen Standort in Hamburg. Im Mai 2023 wurde ein neuer Standort bekannt gegeben: Bis zum Jahr 2025 wird das Unternehmen mit seinen aktuell rund 1.500 Mitarbeitenden (RTL Deutschland, Ad Alliance, DPV, Gruner + Jahr und RTL News) in zwei Phasen in die Hafencity umziehen. In dem 2016 erbauten Gebäude in der Koreastraße 7 wird das Unternehmen rund 17.200 m² nutzen.
Gruner + Jahr war bis 2021 ein Unternehmensbereich von Bertelsmann. Im Geschäftsjahr erzielte Gruner + Jahr einen Umsatz von 1,05 Milliarden Euro, der 8 % unter dem Vorjahresergebnis lag. Davon wurden rund 70 % in Deutschland erwirtschaftet, 30 % stammte aus internationalen Geschäften, insbesondere aus Frankreich und Großbritannien. Jeweils etwa ein Drittel der Einnahmen entfiel auf den Absatz von Produkten und Waren, den Verkauf von Werbung und Anzeigen sowie mediennahe Dienstleistungen. Dazu kam das Geschäft mit der Vergabe von Rechten und Lizenzen an Dritte.

## Geschäftstätigkeit

### Magazine
Die wichtigsten deutschsprachigen Zeitschriften von Gruner + Jahr sind bzw. waren, bezogen auf Bekanntheit und Reichweite, Brigitte, Capital, Eltern, Eltern family, Essen & Trinken, Essen & Trinken für jeden Tag, Gala, Geo, P.M., Schöner Wohnen und der Stern. Alle Publikationen von Gruner + Jahr sind seit 2013 in acht Bereiche, sogenannten Communities of Interest, geclustert. Dort werden medienübergreifend sowohl gedruckte als auch digitale Inhalte erstellt. 2023 sollen zahlreiche Titel eingestellt werden.

### Digitalangebote
2012 bündelte Gruner + Jahr die digitalen Geschäfte seiner Medien in der Gruner + Jahr Digital GmbH. Neben der inhaltlichen und technischen Verbesserung der Websites des Verlags waren vor allem der Ausbau digitaler Angebote und die Entwicklung neuer Formate in allen Communities of Interest das Ziel des Unternehmens. Durch die Vermarktung von Online-Werbeplätzen sollten rückläufige Erlöse aus dem Zeitschriftengeschäft kompensiert werden. Der Umsatz im digitalen Bereich wuchs in den letzten Jahren überproportional, zuletzt um 30 % jährlich. Gruner + Jahr investiert nicht nur in eigene Plattformen, sondern auch in Angebote Dritter: Zum Beispiel wurde 2015 ein Start-up-Fonds ins Leben gerufen. 2016 startete unter der Marke Schöner Wohnen ein eigener Onlineshop. Das 2016 gegründete Adtech-Unternehmen AppLike wurde 2017 aufgrund starken Wachstums ausgegründet.

### Medienmarken (Auswahl)

#### Brigitte (bis März 2025)
Brigitte ist Marktführer unter den klassischen deutschen Frauenzeitschriften. Die Geschichte des Blattes und seiner Vorläufer reicht bis ins Jahr 1886 zurück. In den 1920er-Jahren erreichte Brigitte durch den gesellschaftlichen Wandel größere Popularität, in der heutigen Form existiert die Zeitschrift seit 1954. Ende der 1960er-Jahre gab Gruner + Jahr unter anderem Constanze zu Gunsten der Brigitte auf. Seit den 90er-Jahren hat Gruner + Jahr unter der Dachmarke Brigitte diverse Magazine auf den Markt gebracht, zum Beispiel Brigitte Woman für Frauen ab 40 Jahren. Jüngstes Mitglied der Gruppe ist Brigitte Wir, eine 2015 erstmals veröffentlichte Ausgabe für Frauen ab 60 Jahren.

#### Chefkoch
Chefkoch wurde 1998 gegründet und hat seinen Sitz in Bonn. 2007 übernahm Gruner + Jahr die Mehrheit der Rezepte- und Koch-Website. Zunächst besaß Gruner + Jahr 50,2 % des Unternehmens, seit 2011 sind es 100 %. Chefkoch blieb unter dem Dach von Gruner + Jahr weitgehend unabhängig. Bis heute ist Chefkoch nach Seitenaufrufen und registrierten Nutzern das größte Angebot dieser Art in Europa und eines der größten mobilen Angebote in Deutschland.

## Publizistisches Engagement

### Stern-Preis
2004 rief Gruner + Jahr mit dem Stern den Henri-Nannen-Preis ins Leben, der ab 2016 Nannen-Preis hieß und seit 2021 Stern-Preis heißt. Die Auszeichnung würdigt herausragende journalistische Leistungen in Kategorien wie Reportage, Dokumentation und Fotografie. Als Vorbild für den Henri-Nannen-Preis diente der Egon-Erwin-Kisch-Preis, der 1977 von Henri Nannen gestiftet worden war. Er entwickelte sich zu einem der renommiertesten Journalistenpreise im deutschsprachigen Raum und wird heute als Kategorie des Nannen-Preises fortgeführt. Peter Scholl-Latour erhielt 2005 als erster den Henri-Nannen-Preis für sein publizistisches Lebenswerk. Zu den Preisträgern zählte zum Beispiel auch Helmut Schmidt (2010). Gruner + Jahr würdigt regelmäßig besondere Verdienste um die Pressefreiheit mit einem Sonderpreis, der etwa 2014 Laura Poitras für ihre Beteiligung an der Aufdeckung der globalen Überwachungs- und Spionageaffäre durch Edward Snowden zuerkannt wurde.

### Henri-Nannen-Schule

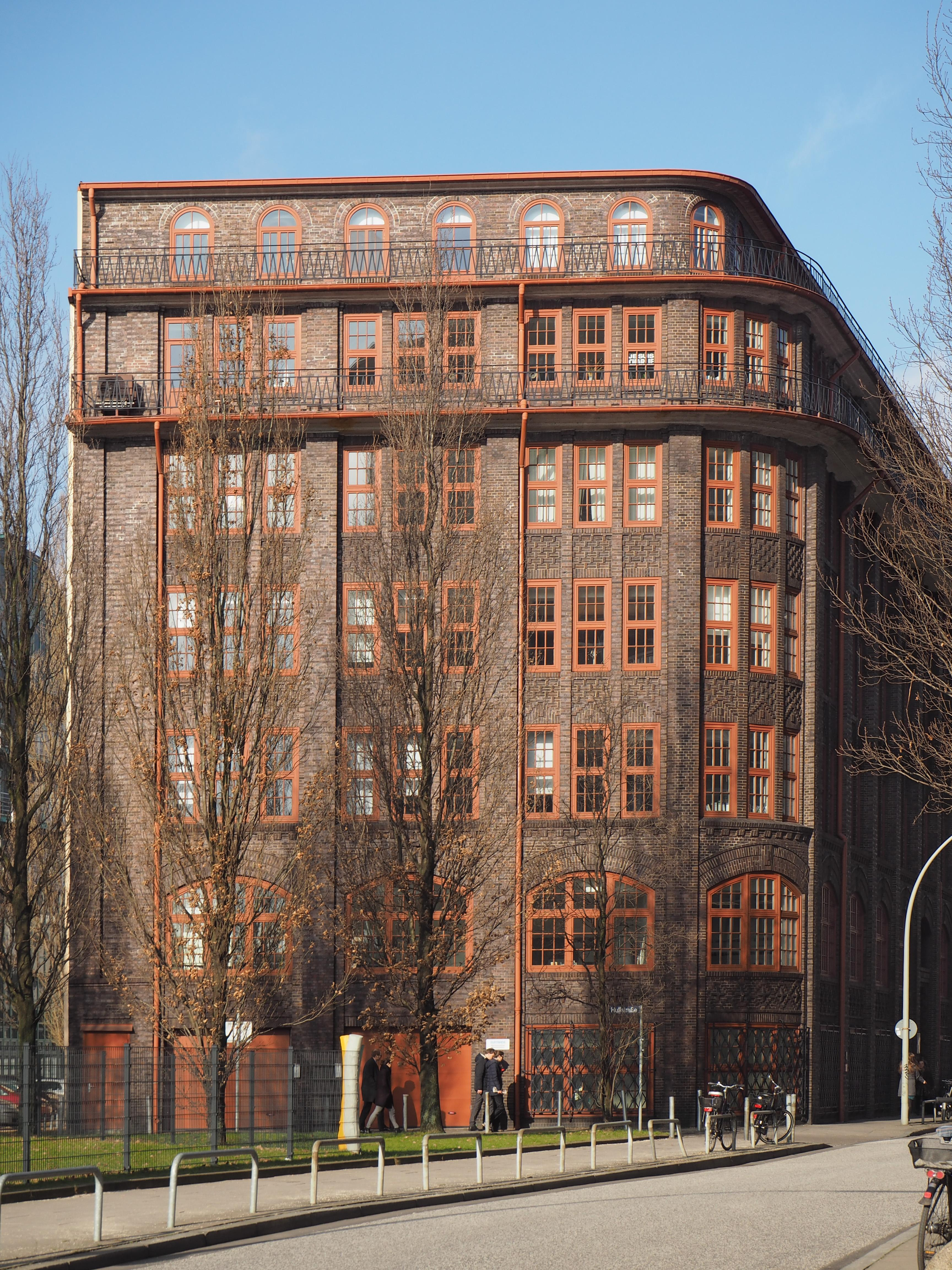
Kontorhaus Stubbenhuk, Sitz der Henri-Nannen-Schule (2015)

Gruner + Jahr bildete in den 1960er- und 70er-Jahren keine Journalisten aus. Dies änderte sich 1978 mit Gründung der Henri-Nannen-Schule nach dem Vorbild der Deutschen Journalistenschule. Sie hieß zunächst Hamburger Journalistenschule, 1983 erhielt sie schließlich zu Ehren des Stern-Gründers Henri Nannen ihren heutigen Namen. An der Gründung der Einrichtung war Wolf Schneider maßgeblich beteiligt, der 16 Jahre als ihr Leiter fungierte. Die Henri-Nannen-Schule hat ihren Sitz heute im Kontorhaus Stubbenhuk. Sie bildet Zeitungs-, Zeitschriften-, Radio-, Fernseh- und Online-Journalisten in verschiedenen Genres aus. Die Henri-Nannen-Schule ist eine Gesellschaft mit beschränkter Haftung, Träger sind die Verlage Gruner + Jahr, Die Zeit und Der Spiegel.

## Kritik
1983 überschattete die Affäre um die vermeintlichen Hitler-Tagebücher das Unternehmen. Sie bescherte dem Stern die größte Fehlleistung seiner Geschichte und beschädigte das öffentliche Ansehen von Gruner + Jahr und Bertelsmann. Der Stern hatte in der Folge einen gravierenden Einbruch seiner Auflage zu verkraften, der jedoch nur vorübergehend war. Gruner + Jahr und Bertelsmann reagierten mit harten personellen Konsequenzen auf die Affäre. Unter anderem musste Henri Nannen als Herausgeber der Zeitschrift zurücktreten, obwohl ihn persönlich keine Schuld traf. Die Veröffentlichung der vermeintlichen Hitler-Tagebücher gilt heute als Lehrbuchbeispiel für Versagen im Bereich der Medienethik. 2013 kündigte Gruner + Jahr an, die Hitler-Tagebücher dem Bundesarchiv zu übergeben. Das ist bis heute nicht erfolgt, die gefälschten Hitler-Tagebücher werden nach wie vor im Verlagshaus Gruner + Jahr archiviert.